# تپه موسی‌آباد
تپه موسی‌آباد مربوط به دوران پیش از تاریخ ایران باستان - است و در شهرستان اسدآباد، بخش مرکزی، روستای موسی‌آباد واقع شده و این اثر در تاریخ ۱۰ بهمن ۱۳۸۳ با شمارهٔ ثبت ۱۱۳۶۸ به‌عنوان یکی از آثار ملی ایران به ثبت رسیده است.